# Женская сборная СССР по волейболу (матчи)
Всего на счету женской сборной СССР по волейболу 282 официальных матча, проведённых в период с 1949 по 1992 годы под эгидой Международной федерации волейбола и Европейской конфедерации волейбола в рамках Олимпийских игр, чемпионатов мира, розыгрышей Кубка мира и чемпионатов Европы. Из них выиграно 247, проиграно 35. Соотношение партий 763:180.

## 1949

### Чемпионат Европы
Чехословакия. 6 побед. 1 место
- Прага. 10 сентября. СССР — Польша 3:0. 13 сентября. СССР — Румыния 3:0. 14 сентября. СССР — Франция 3:0. 15 сентября. СССР — Венгрия 3:0. 16 сентября. СССР — Нидерланды 3:0. 17 сентября. СССР — Чехословакия 3:0.

## 1950

### Чемпионат Европы
Болгария. 5 побед. 1 место
- София. 15 октября. СССР — Румыния 3:0. 16 октября. СССР — Венгрия 3:0. 19 октября. СССР — Польша 3:0. 21 октября. СССР — Чехословакия 3:0. 22 октября. СССР — Болгария 3:0.

## 1951

### Чемпионат Европы
Франция. 5 побед. 1 место
- Париж. Предварительный раунд (группа А). 16 сентября. СССР — Нидерланды 3:0. 17 сентября. СССР — Франция 3:0.
- Париж. Финальный раунд. 18 сентября. СССР — Югославия 3:0. 20 сентября. СССР — Франция 3:0. 21 сентября. СССР — Польша 3:0.

## 1952

### Чемпионат мира
СССР. 7 побед. 1 место
- Москва. 17 августа. СССР — Болгария 3:0. 22 августа. СССР — Румыния 3:0. 23 августа. СССР — Чехословакия 3:0. 25 августа. СССР — Индия 3:0. 26 августа. СССР — Франция 3:0. 28 августа. СССР — Венгрия 3:0. 29 августа. СССР — Польша 3:0.

## 1955

### Чемпионат Европы
Румыния. 4 победы, 1 поражение. 2 место
- Бухарест. 15 июня. СССР — Болгария 3:0. 17 июня. СССР — Румыния 3:0. 19 июня. СССР — Чехословакия 2:3. 22 июня. СССР — Венгрия 3:0. 26 июня. СССР — Польша 3:1.

## 1956

### Чемпионат мира
Франция. 11 побед. 1 место
- Париж. Предварительный раунд (группа А). 30 августа. СССР — Люксембург 3:0. 31 августа. СССР — США 3:0. 1 сентября. СССР — Израиль 3:0.
- Париж. Финальный раунд. 2 сентября. СССР — Китай 3:0. 5 сентября. СССР — КНДР 3:0. 6 сентября. СССР — Румыния 3:2. 9 сентября. СССР — ГДР 3:0. 10 сентября. СССР — Нидерланды 3:0. 10 сентября. СССР — Болгария 3:0. 11 сентября. СССР — Польша 3:1. 12 сентября. СССР — Чехословакия 3:0.

## 1958

### Чемпионат Европы
Чехословакия. 9 побед. 1 место
- Ческе-Будеёвице. Предварительный раунд (группа В). 31 августа. СССР — Югославия 3:0. 1 сентября. СССР — ФРГ 3:0.
- Прага. Финальный раунд. 3 сентября. СССР — Болгария 3:0. 4 сентября. СССР — Югославия 3:1. 6 сентября. СССР — Венгрия 3:0. 7 сентября. СССР — ГДР 3:0. 8 сентября. СССР — Чехословакия 3:2. 9 сентября. СССР — Румыния 3:0. 10 сентября. СССР — Польша 3:2.

## 1960

### Чемпионат мира
Бразилия. 6 побед. 1 место
- Рио-де-Жанейро. Предварительный раунд (группа С). 29 октября. СССР — Перу 3:0. 30 октября. СССР — Чехословакия 3:0.
- Рио-де-Жанейро. Финальный раунд. 4 ноября. СССР — США 3:0. 5 ноября. СССР — Япония 3:1. 10 ноября. СССР — Польша 3:2. 13 ноября. СССР — Бразилия 3:1.

## 1962

### Чемпионат мира
СССР. 8 побед, 1 поражение. 2 место
- Москва. Предварительный раунд (группа D). 13 октября. СССР — Нидерланды 3:0. 14 октября. СССР — Румыния 3:0. 15 октября. СССР — ФРГ 3:0.
- Москва. Финальный раунд. 18 октября. СССР — Чехословакия 3:0. 19 октября. СССР — ГДР 3:0. 20 октября. СССР — Япония 1:3. 22 октября. СССР — Болгария 3:1. 23 октября. СССР — Польша 3:0. 25 октября. СССР — Бразилия 3:0.

## 1963

### Чемпионат Европы
Румыния. 8 побед. 1 место
- Бухарест. Предварительный раунд (группа А). 23 октября. СССР — Болгария 3:0. 24 октября. СССР — Турция 3:0.
- Констанца. Финальный раунд. 26 октября. СССР — Чехословакия 3:0. 27 октября. СССР — Югославия 3:0. 28 октября. СССР — Венгрия 3:0. 29 октября. СССР — ГДР 3:0. 1 ноября. СССР — Польша 3:2. 2 ноября. СССР — Румыния 3:0.

## 1964

### Олимпийские игры
Япония. 4 победы, 1 поражение. 2 место
- Токио. 11 октября. СССР — Румыния 3:0. 12 октября. СССР — Южная Корея 3:0. 15 октября. СССР — Польша 3:0. 17 октября. СССР — США 3:0. 23 октября. СССР — Япония 0:3.

## 1967

### Чемпионат Европы
Турция. 8 побед. 1 место
- Измир. Предварительный раунд (группа D). 27 октября. СССР — Швейцария 3:0. 28 октября. СССР — Нидерланды 3:0.
- Измир. Финальный раунд. 1 ноября. СССР — Болгария 3:0. 2 ноября. СССР — ГДР 3:0. 3 ноября. СССР — Венгрия 3:0. 5 ноября. СССР — Чехословакия 3:0. 6 ноября. СССР — Израиль 3:0. 7 ноября. СССР — Польша 3:0.

## 1968

### Олимпийские игры
Мексика. 7 побед. 1 место
- Мехико. 13 октября. СССР — Чехословакия 3:1. 14 октября. СССР — Польша 3:0. 16 октября. СССР — Южная Корея 3:0. 17 октября. СССР — Перу 3:0. 21 октября. СССР — США 3:1. 23 октября. СССР — Мексика 3:0. 26 октября. СССР — Япония 3:1.

## 1970

### Чемпионат мира
Болгария. 9 побед. 1 место
- Варна. Предварительный раунд (группа D). 22 сентября. СССР — Перу 3:0. 23 сентября. СССР — Бразилия 3:0. 24 сентября. СССР — Венгрия 3:0.
- Варна. Финальный раунд. 26 сентября. СССР — Куба 3:0. 27 сентября. СССР — Япония 3:1. 28 сентября. СССР — Чехословакия 3:0. 30 сентября. СССР — Румыния 3:0. 1 октября. СССР — Болгария 3:0. 2 октября. СССР — КНДР 3:0.

## 1971

### Чемпионат Европы
Италия. 7 побед. 1 место
- Гориция. Предварительный раунд (группа А). 23 сентября. СССР — Швеция 3:0. 24 сентября. СССР — Швейцария 3:0.
- Реджо-нель-Эмилия. Финальный раунд. 27 сентября. СССР — ГДР 3:0. 28 сентября. СССР — Чехословакия 3:0. 29 сентября. СССР — Болгария 3:0. 30 сентября. СССР — Польша 3:0. 1 октября. СССР — Венгрия 3:0.

## 1972

### Олимпийские игры
ФРГ. 5 побед. 1 место
- Мюнхен. Предварительный раунд (группа А). 27 августа. СССР — Южная Корея 3:1. 29 августа. СССР — ФРГ 3:0. 31 августа. СССР — Венгрия 3:1.
- Мюнхен. Полуфинал. 3 сентября. СССР — КНДР 3:1.
- Мюнхен. Финал. 7 сентября. СССР — Япония 3:2.

## 1973

### Кубок мира
Уругвай. 6 побед. 1 место
- Монтевидео. Предварительный раунд (группа В). 19 октября. СССР — США 3:0. 20 октября. СССР — Бразилия 3:0. 21 октября. СССР — Куба 3:0. 23 октября. СССР — Южная Корея 3:0.
- Монтевидео. Полуфинал. 26 октября. СССР — Перу 3:0.
- Монтевидео. Финал. 28 октября. СССР — Япония 3:0.

## 1974

### Чемпионат мира
Мексика. 9 побед, 2 поражения. 2 место
- Мехико. 1-й предварительный раунд (группа А). 13 октября. СССР — Доминиканская Республика 3:0. 14 октября. СССР — Нидерланды 3:1. 15 октября. СССР — ГДР 3:0.
- Тихуана. 2-й предварительный раунд (группа G). 18 октября. СССР — Канада 3:2. 19 октября. СССР — Румыния 1:3. 20 октября. СССР — Польша 3:0.
- Гвадалахара. Финальный раунд. 22 октября. СССР — Южная Корея3:0. 23 октября. СССР — Венгрия 3:0. 24 октября. СССР — ГДР 3:0. 26 октября. СССР — Румыния 3:0. 27 октября. СССР — Япония 0:3.

## 1975

### Чемпионат Европы
Югославия. 7 побед. 1 место
- Баня-Лука. Предварительный раунд (группа В). 18 октября. СССР — Румыния 3:1. 19 октября. СССР — Нидерланды 3:0. 20 октября. СССР — Болгария 3:1.
- Белград. Финальный раунд. 22 октября. СССР — ГДР 3:0. 23 октября. СССР — Венгрия 3:0. 24 октября. СССР — Чехословакия 3:1. 25 октября. СССР — Польша 3:0.

## 1976

### Олимпийские игры
Канада. 4 победы, 1 поражение. 2 место
- Монреаль. Предварительный раунд (группа В). 20 июля. СССР — Южная Корея 3:1. 22 июля. СССР — Куба 3:1. 24 июля. СССР — ГДР 3:2.
- Монреаль. Полуфинал. 29 июля. СССР — Венгрия 3:0.
- Монреаль. Финал. 30 июля. СССР — Япония 0:3.

## 1977

### Чемпионат Европы
Финляндия. 7 побед. 1 место
- Турку. Предварительный раунд (группа В). 25 сентября. СССР — Чехословакия 3:0. 26 сентября. СССР — Нидерланды 3:0. 27 сентября. СССР — Югославия 3:0. 28 сентября. СССР — Румыния 3:1. 29 сентября. СССР — Венгрия 3:0.
- Тампере. Полуфинал. 1 октября. СССР — Польша 3:0.
- Тампере. Финал. 2 октября. СССР — ГДР 3:0.

### Кубок мира
Япония. 6 поражений. 8 место
- Осака. Предварительный раунд (группа В). 7 ноября. СССР — Перу 0:3. 8 ноября. СССР — Куба 0:3. 10 ноября. СССР — Южная Корея 0:3.
- Осака. Утешительный раунд за 5-8 места. 12 ноября. СССР — США 1:3. 13 ноября. СССР — Венгрия 0:3. 14 ноября. СССР — Перу 0:3.

*Прим. Сборная СССР выступала в экспериментальном молодёжном составе

## 1978

### Чемпионат мира
СССР. 6 побед, 2 поражения. 3 место
- Ленинград. 1-й предварительный раунд (группа А). 25 августа. СССР — Болгария 3:0. 26 августа. СССР — Доминиканская Республика 3:0.
- Ленинград. 2-й предварительный раунд (группа G). 30 августа. СССР — Бразилия 3:0. 31 августа. СССР — Южная Корея 0:3. 1 сентября. СССР — Китай 3:0. 2 сентября. СССР — Польша 3:0.
- Ленинград. Полуфинал. 4 сентября. СССР — Куба 1:3.
- Ленинград. Матч за 3-е место. 6 сентября. СССР — Южная Корея 3:1.

## 1979

### Чемпионат Европы
Франция. 6 побед, 1 поражение. 1 место
- Орлеан. Предварительный раунд (группа А). 5 октября. СССР — Румыния 3:2. 6 октября. СССР — Польша 2:3. 7 октября. СССР — ФРГ 3:0.
- Лион. Финальный раунд. 10 октября. СССР — Болгария 3:2. 11 октября. СССР — Венгрия 3:1. 12 октября. СССР — Нидерланды 3:0. 13 октября. СССР — ГДР 3:0.

## 1980

### Олимпийские игры
СССР. 5 побед. 1 место
- Москва. Предварительный раунд (группа А). 21 июля. СССР — Перу 3:1. 23 июля. СССР — ГДР 3:1. 25 июля. СССР — Куба 3:0.
- Москва. Полуфинал. 27 июля. СССР — Венгрия 3:0.
- Москва. Финал. 29 июля. СССР — ГДР 3:1.

## 1981

### Чемпионат Европы
Болгария. 6 побед, 1 поражение. 2 место
- Перник. Предварительный раунд (группа А). 19 сентября. СССР — Чехословакия 3:0. 20 сентября. СССР — Югославия 3:0. 21 сентября. СССР — Румыния 3:0.
- София. Финальный раунд. 24 сентября. СССР — ГДР 3:0. 25 сентября. СССР — Польша 3:0. 26 сентября. СССР — Венгрия 3:2. 27 сентября. СССР — Болгария 0:3.

### Кубок мира
Япония. 5 побед, 2 поражения. 3 место
- Осака. 6 ноября. СССР — Япония 0:3. 8 ноября. СССР — Китай 0:3. 10 ноября. СССР — Бразилия 3:0. 11 ноября. СССР — Южная Корея 3:0. 13 ноября. СССР — Болгария 3:1. 15 ноября. СССР — Куба 3:0. 16 ноября. СССР — США 3:0.

## 1982

### Чемпионат мира
Перу. 4 победы, 4 поражения. 6 место
- Ика. 1-й предварительный раунд (группа D). 13 сентября. СССР — Австралия 3:0. 14 сентября. СССР — Чили 3:0.
- Трухильо. 2-й предварительный раунд (группа H). 18 сентября. СССР — США 0:3. 19 сентября. СССР — Куба 0:3. 20 сентября. СССР — Китай 0:3. 21 сентября. СССР — Венгрия 3:0.
- Лима. Полуфинал за 5-8 места. 24 сентября. СССР — Южная Корея 3:0.
- Лима. Матч за 5-е место. 25 сентября. СССР — Куба 0:3.

## 1983

### Чемпионат Европы
ГДР. 6 побед, 1 поражение. 2 место
- Котбус. Предварительный раунд (группа В). 17 сентября. СССР — Румыния 3:0. 18 сентября. СССР — Нидерланды 3:0. 19 сентября. СССР — Чехословакия 3:0.
- Росток. Финальный раунд. 22 сентября. СССР — ФРГ 3:0. 23 сентября. СССР — Болгария 3:1. 24 сентября. СССР — Венгрия 3:2. 25 сентября. СССР — ГДР 2:3.

## 1985

### Чемпионат Европы
Нидерланды. 7 побед. 1 место
- Энсхеде. Предварительный раунд (группа В). 29 сентября. СССР — Польша 3:1. 30 сентября. СССР — ФРГ 3:0. 1 октября. СССР — Франция 3:0.
- Арнем. Финальный раунд. 3 октября. СССР — Нидерланды 3:2. 4 октября. СССР — Италия 3:0. 5 октября. СССР — Чехословакия 3:0. 6 октября. СССР — ГДР 3:0.

### Кубок мира
Япония. 5 побед, 2 поражения. 3 место
- Саппоро. 10 ноября. СССР — Бразилия 3:1. 11 ноября. СССР — Перу 3:0. 13 ноября. СССР — Куба 0:3. Фукуока. 16 ноября. СССР — Китай 0:3. 17 ноября. СССР — Япония 3:0. Токио. 19 ноября. СССР — Тунис 3:0. 20 ноября. СССР — Южная Корея 3:0.

## 1986

### Чемпионат мира
Чехословакия. 5 побед, 3 поражения. 6 место
- Прага. 1-й предварительный раунд (группа В). 2 сентября. СССР — Тунис 3:0. 3 сентября. СССР — ГДР 2:3. 4 сентября. СССР — Китай 0:3.
- Прага. 2-й предварительный раунд (группа F). 7 сентября. СССР — Италия 3:0. 8 сентября. СССР — Япония 3:0. 9 сентября. СССР — США 3:0.
- Прага. Полуфинал за 5-8 места. 12 сентября. СССР — Южная Корея 3:0.
- Прага. Матч за 5-е место. 13 сентября. СССР — Бразилия 0:3.

## 1987

### Чемпионат Европы
Бельгия. 6 побед, 1 поражение. 2 место
- Эйпен. Предварительный раунд (группа А). 25 сентября. СССР — Чехословакия 3:1. 26 сентября. СССР — ФРГ 3:0. 27 сентября. СССР — Польша 3:0. 29 сентября. СССР — Италия 3:0. 30 сентября. СССР — Нидерланды 3:1.
- Гент. Полуфинал. 2 октября. СССР — Болгария 3:0.
- Гент. Финал. 3 октября. СССР — ГДР 2:3.

## 1988

### Отборочный турнир Олимпийских игр
Италия. 4 победы. 1 место
Форли. 25 мая. СССР — Новая Зеландия 3:0. 26 мая. СССР — Канада 3:0. 28 мая. СССР — Бразилия 3:1. 29 мая. СССР — Италия 3:1.

### Олимпийские игры
Южная Корея. 4 победы, 1 поражение. 1 место
- Сеул. Предварительный раунд (группа А). 20 сентября. СССР — Япония 2:3. 23 сентября. СССР — Южная Корея 3:0. 25 сентября. СССР — ГДР 3:0.
- Сеул. Полуфинал. 27 сентября. СССР — Китай 3:0.
- Сеул. Финал. 29 сентября. СССР — Перу 3:2.

## 1989

### Чемпионат Европы
ФРГ. 7 побед. 1 место
- Гамбург. Предварительный раунд (группа А). 2 сентября. СССР — Турция 3:0. 3 сентября. СССР — Румыния 3:0. 4 сентября. СССР — Югославия 3:0. 6 сентября. СССР — Финляндия 3:0. 7 сентября. СССР — ФРГ 3:0.
- Штутгарт. Полуфинал. 9 сентября. СССР — Италия 3:0.
- Штутгарт. Финал. 10 сентября. СССР — ГДР 3:1.

### Кубок мира
Япония. 6 побед, 1 поражение. 2 место
- Нагоя. 7 ноября. СССР — Южная Корея 3:0. 8 ноября. СССР — Куба 0:3. 9 ноября. СССР — Япония 3:1. 11 ноября. СССР — ГДР 3:0. 12 ноября. СССР — Перу 3:0. 13 ноября. СССР — Китай 3:1. 14 ноября. СССР — Канада 3:1.

## 1990

### Чемпионат мира
Китай. 6 побед, 1 поражение. 1 место
- Шанхай. Предварительный раунд (группа С). 22 августа. СССР — Нидерланды 3:1. 23 августа. СССР — Канада 3:0. 24 августа. СССР — Перу 3:0.
- Пекин. Классификационный матч. 27 августа. СССР — Китай 0:3.
- Пекин. Четвертьфинал. 30 августа. СССР — Бразилия 3:1.
- Пекин. Полуфинал. 31 августа. СССР — Куба 3:0.
- Пекин. Финал. 1 сентября. СССР — Китай 3:1.

## 1991

### Чемпионат Европы
Италия. 7 побед. 1 место
- Равенна. Предварительный раунд (группа А). 28 сентября. СССР — Болгария 3:0. 29 сентября. СССР — Франция 3:0. 30 сентября. СССР — Албания 3:0. 2 октября. СССР — Греция 3:0. 3 октября. СССР — Италия 3:0.
- Рим. Полуфинал. 5 октября. СССР — Германия 3:0.
- Рим. Финал. 6 октября. СССР — Нидерланды 3:0.

### Кубок мира
Япония. 7 побед, 1 поражение. 3 место
- Токио. Предварительный раунд (группа А). 8 ноября. СССР — Испания 3:0. 9 ноября. СССР — Перу 3:1. 10 ноября. СССР — Япония 3:1. Киото. 12 ноября. СССР — Южная Корея 3:2. 13 ноября. СССР — Канада 3:1.
- Осака. Финальный раунд. 15 ноября. СССР — США 3:1. 16 ноября. СССР — Китай 1:3. 17 ноября. СССР — Куба 3:0.

## 1992

### Олимпийские игры
Испания. 3 победы, 2 поражения. 2 место
- Барселона. Предварительный раунд (группа А). 29 июля. СССР — Испания 3:0. 31 июля. СССР — США 2:3. 2 августа. СССР — Япония 3:0.
- Барселона. Полуфинал. 6 августа. СССР — Бразилия 3:1.
- Барселона. Финал. 7 августа. СССР — Куба 1:3.